# 黄斑海参
黄斑海参（学名：Holothuria flavomaculata）为海参科海参属的动物。分布于红海、东非、马达加斯加、印度尼西亚、帛琉群岛、萨摩亚群岛、菲律宾群岛以及中国大陆的海南等地，一般生活于低潮区以及水深3-5米的珊瑚礁或海绵缝隙内。该物种的模式产地在萨摩亚群岛。